# Josh Peck
Joshua Michael ’Josh’ Peck (New York, 1986. november 10. –) amerikai színész, humorista, alkalmi rendező, producer, vlogger.

## Életpályája
New York Manhattan negyedében született. Születésekor szülei nem voltak házasok. Josht zsidó származású édesanyja, Barbara nevelte fel. Biológiai apját soha nem ismerte. Gyermekkorában asztmával küzdött, ezért sokat volt otthon. Akkor látta azokat a régi sorozatokat, filmeket, amelyek korai karrierjét ihlették. 2017 júniusában feleségül vette kedvesét, Paige O'Brient. 2017-ben youtube csatornát indított és év végére már több mint 2 millió feliratkozója lett, így széles körben ismert vlogger lett, humor kategóriában. Ez ismét beindította filmes karrierjét, sok felkérést ugyan visszautasított, de számos filmben szerepelt ennek ellenére is, noha egyik sem volt főszerep. Nagy álma volt, hogy egyszer híres színész legyen de 2019-ben már inkább a humoristák és a vloggerek világa vonzotta jobban, mint a színészet. Hazánkban nem túl népszerű, az ATM című 2012-es horrorfilmből ismerik többen a nevét. 2018 decemberében, megszületett kisfia, aki a a Max Milo nevet kapta. 2019-ben bejelentették, hogy ő fogja játszani Charles Bukowskit, a "Bukowski" című életrajzi filmben, amely meghozhatja neki a várva várt sikert.

## Filmjei
- Hóból is megárt a sok (2000)
- The Amanda Show (2000-2002)
- Vészhelyzet (2001)
- Kiskrapek visszavág (2001)
- Szamuráj Jack (2001)
- A por (2002)
- Lloyd in Space (2002-2003)
- Whatever Happened to... Robot Jones? (2002-2003)
- Pindúr pandúrok (2003)
- Őrangyal (2003-2004)
- A harag sodrása (2004)
- Drake és Josh (2004-2007)
- Jégkorszak 2. – Az olvadás (2006)
- Jelszó: Kölök nem dedós (2006)
- Mizújs, Scooby-Doo? (2006)
- Bódulat (2008)
- Fúrófej Taylor (2008)
- Jégkorszak 3. – A dínók hajnala (2009)
- Ufók a padláson (2009)
- V, mint Viktória (2011)
- Jégkorszak – Állati nagy karácsony (2011)
- ATM (2012)
- Jégkorszak 4. – Vándorló kontinens (2012)
- Vörös hajnal (2012)
- Az év csatája (2013)
- Tini nindzsa teknőcök (2013-2017)
- Agymenők (2014)
- Bérhaverok (2015)
- Apa, fia, unokája (2015-2016)
- Jégkorszak – Húsvéti küldetés (2016)
- Jégkorszak – A nagy bumm (2016)
- Nagyvárosi történet (2016)
- A legnagyobb dobás (2016)
- Kertitörpe-kommandó (2017)
- Trollok: A dallam szól tovább (2018)
- Még mindig Bír-lak (2018-2020)